# Hélio Gracie
Hélio Gracie (ur. 1 października 1913, zm. 29 stycznia 2009) – brazylijski mistrz sztuk walki, który razem z bratem Carlosem Gracie współtworzył Gracie Jiu-Jitsu, sztukę walki znaną na świecie jako brazylijskie jiu-jitsu (BJJ). 

## Życiorys
Jako 16 latek zaczął trenować judo Kodokan. Uczył w Akademii Gracie w Rio de Janeiro. Na swoim koncie miał 10 zwycięstw, 8 remisów i 2 przegrane. Karierę rozpoczął w 1932 roku, gdy w ciągu 30 sekund pokonał boksera Antonia Portugal. W 1934 roku Helio Gracie walczył z polskim mistrzem zapasów Wladkiem Zbyszko w pojedynku składającym się z trzech 10-minutowych rund. Starcie zakończyło się remisem. Jego przeciwnikami byli również Fred Ebert i Taro Miyake, judoką Namiki, Yukio Kato, Yasuichi Ono i Massagoishi oraz z byłym uczniem Waldemarem Santana. W 1951 roku walczył i przegrał ze słynnym judoką Masahiko Kimurą. 
Do swojej śmierci w 2009 roku był jedynym żyjącym mistrzem 10 stopnia tej dyscypliny. Posiadał szósty dan w judo. Był ojcem zawodników BJJ oraz MMA: Ricksona Gracie, Roylera Gracie, Royce'a Gracie, Relsona Gracie oraz współzałożyciela Ultimate Fighting Championship – Roriona Gracie. 

## Upamiętnienie
Stowarzyszenie Kultury Fizycznej Selekcja, które prowadzi klub BJJ „Frącek Gold Team" organizuje w Opalenicy Memorial Helio Gracie. 